# Grotte du Prêtre (Ukraine)
La grotte du Prêtre, également connue sous le nom Ozerna ou Lac (Bleu) (en ukrainien : oзерна / ozerna signifie « lac ») est une grotte dans l'ouest de l'Ukraine, proche du village de Strilkivtsi (ukrainien: Cтрілківці), située dans le raïon de Borchtchiv de l'oblast de Ternopil. 
La grotte du Prêtre fait partie des grottes de gypse de la région de Ternopil (uk). C'est l'une des plus grandes grottes du monde avec plus de 140 490 mètres de développement exploré. Elle est à environ 450 kilomètres de route au sud-ouest de Kiev, et à environ 5,5 km au sud du siège du district (raïon) de Borchtchiv. Durant la Seconde Guerre mondiale, la grotte a été utilisée comme un refuge par les réfugiés juifs de l'occupation nazie pendant la Shoah ukrainienne.

## Description
L’entrée de la grotte ouverte par les habitants dans les années 1940, au fond d’une doline de 18 m, à une profondeur de 30 mètres et elle se transforme en un étroit passage envasé. Pour continuer dans les labyrinthes de la grotte, les spéléologues doivent ramper à travers l’argile humide sur les 15-20 premiers mètres, puis les couloirs secs et spacieux commencent. Le hall d’entrée est une galerie d’environ 100 m de long, 15 m de large, et atteint une hauteur de 4 m. Sur les murs, il y a souvent des grappes de gypse secondaire.
Son labyrinthe de plus de 140 kilomètres attire avec une beauté particulière, comme en témoignent les noms des salles, tels que: la salle du soleil, Crystal, Conte d’hiver, Septième Ciel, Alpes, Attique, Cyclope, Alligator, Sorokonizhka, Minotaure, Curieux, Megers, Black Tulip Course ; galeries — Géants, Neptune, Voie lactée, Rubicon, Grandes galeries blanches, Carillons à gaz et gothiques, Lac Nezhdane et Capitaine Nemo ; zones — Le monde perdu, Aiguilles d’argent, Transition, Moria.
Dans les zones éloignées, il devient plus difficile de trouver un chemin pratique pour le passage. Périodiquement, la grotte est inondée. La plupart des larges passages, halls, galeries se transforment en lacs, qui ne peuvent être franchis que dans des bateaux pneumatiques et, dans certaines zones, que par la plongée souterraine.

## Histoire
De 1942 à 1944, pendant l'occupation nazie, plusieurs familles juives vivaient dans cette grotte et dans la grotte de Verteba (situé à 8 kilomètres à l'ouest de la ville de Bilche Zolote). Certaines de ces personnes n'ont jamais quitté la grotte pendant plus de 344 jours ; ceci représente la plus longue période d'habitation ininterrompue de la grotte jamais enregistrée. 
Bien que certains des juifs qui se cachaient dans ces grottes ont été capturés et exterminés par les nazis, trente-huit d'entre eux ont réussi à survivre à l'Holocauste des Juifs ukrainiens jusqu'à ce que la zone ait été libérée par l'Armée rouge en avril 1944. Ces personnes n'auraient presque certainement pas survécu, s'ils n'avaient pas cherché refuge dans ces grottes, puisque 95 % des Juifs en Ukraine ont été exterminés.
Le film No Place on Earth (Kein Platz zum Leben en allemand ) raconte l'histoire des survivants qui retournent à la grotte. Elle est classée par le gouvernement ukrainien comme patrimoine naturel avec l'identifiant : 61-208-5064.